# Kostel svatého Martina (Minice)
Kostel svatého Martina je římskokatolický farní kostel zasvěcený svatému Martinovi z Tours v Minicích v okrese Louny. Od roku 1964 je chráněn jako kulturní památka. Stojí nad jihozápadním okrajem vesnice na horní hraně údolí řeky Chomutovky.

## Historie

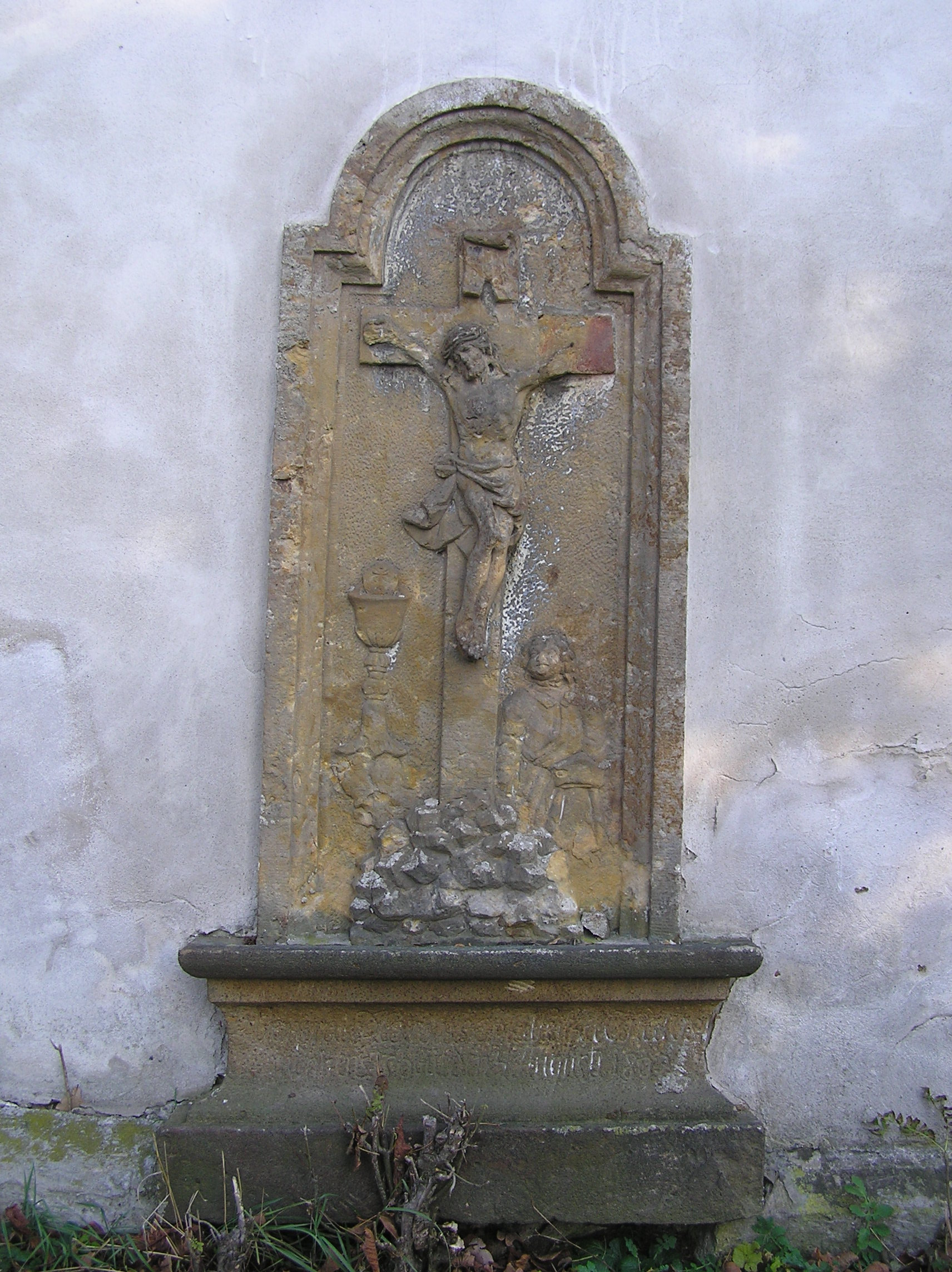
Náhrobník na fasádě z roku 1802

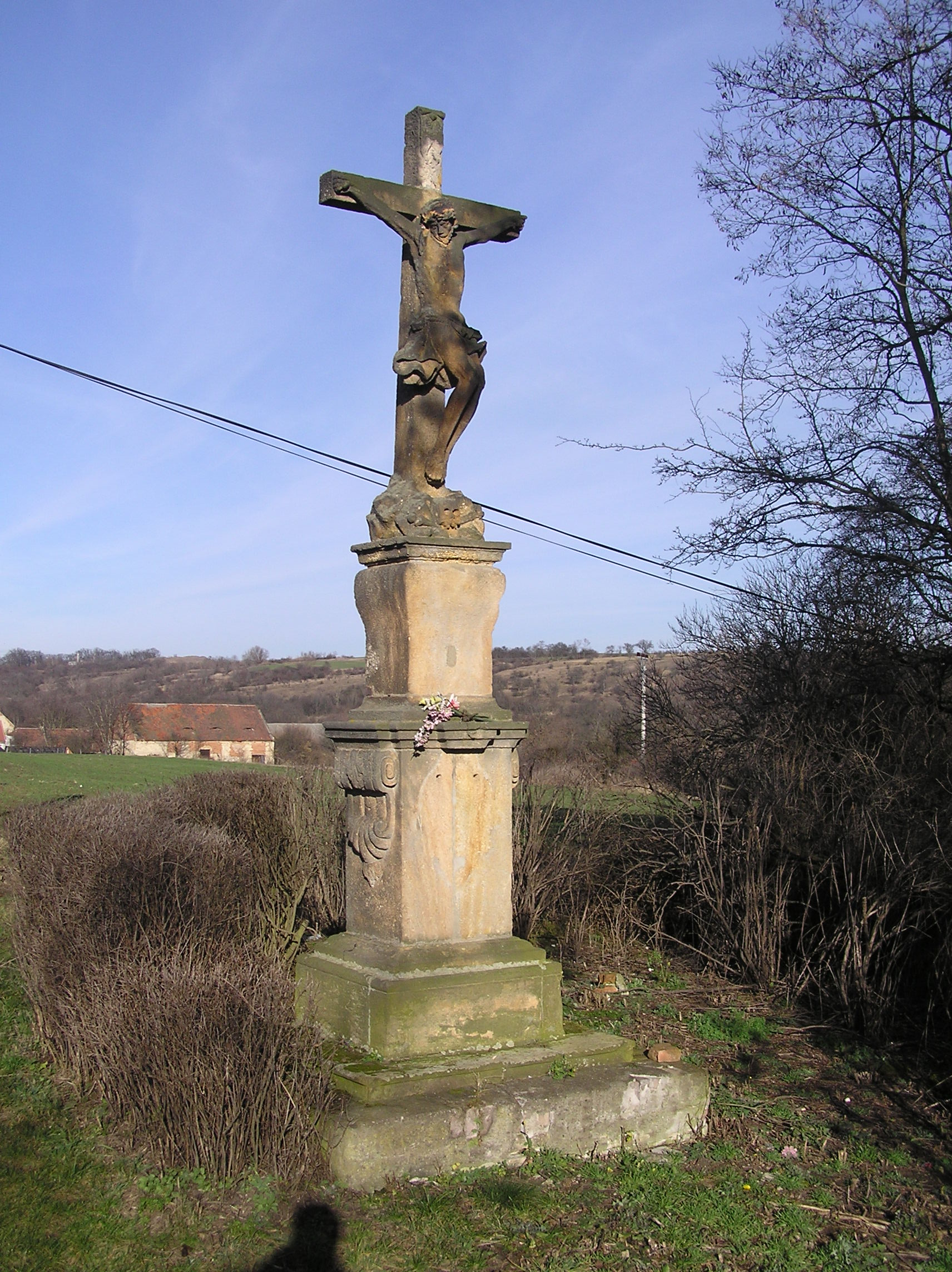
Barokní kříž u silnice

Gotický kostel v první polovině čtrnáctého století založili příslušníci rodu Vlčků z Minic. První písemná zmínka o něm pochází z roku 1361. Tehdy minický farář asistoval při prezentaci nového duchovního do kostela v Bitozevsi. Architektonické formy, jako je kružba okna v presbytáři složená z rotujících plaménků, tvar žebrové klenby a vítězného oblouku, sedile s jemnou modelací ostění či zdobný výklenek sanktuáře dochovaný v negativu však vylučují vznik stávajícího kostela už v polovině 14. století. K jeho radikální přestavbě nebo nové výstavbě došlo zřejmě až ke konci 14. století. Stavebníkem takové náročnější stavby tak mohl být Pešík z Minic, který v osmdesátých letech 14. století zastával funkci královského podkomoří.
Ze středověkých farářů jsou známi jménem Ondřej z Bělčic (1362–1378), Blažek, který přišel z Velemína (1378–1388) a Pešík z Hořence (1388–1412). V roce 1398 byla duchovní správa v Minicích rozšířena o vikáře, na jehož obživu věnovali tři patroni kostela včetně Vlčka z Minic celkem čtyři a půl kopy grošů pravidelného ročního platu. V témže roce byl donátorem kostela také Štěpán ze Všechlap, sídlící na tvrzi v Hořenicích. Není vyloučené, že tyto aktivity mohly souviset s přestavbou či výstavbou kostela.
Za třicetileté války fara zanikla a kolem poloviny 17. století byl kostel inkorporován jako filiální do farnosti Vysočany. Fara v Minicích byla obnovena roku 1708.
Vlčkové z Minic byli patrony kostela i po husitských válkách. Je to patrné i na nástěnných malbách malbách v presbytáři, pocházejících zřejmě ze 40. let 15. století. Na jižní straně vítězného oblouku se nachází erb neznámého příslušníka rodu Vlčků z Minic. Na protější straně je umístěn znak jeho manželky Kateřiny ze Sulevic, která zemřela v roce 1443. V roce 2011 proběhla odborná konzervace maleb.
Další úpravy kostela proběhly až ve 2. polovině 17. století, kdy Minice vlastnili Thun-Hohensteinové. V 60. letech byla přistavěna západní předsíň a mezi roky 1694–1697 vznikla sakristie. V letech 1738–1739 se stavěla nová dřevěná zvonice, jejíž umístění není známé. Byl v ní zavěšený zvon z roku 1555, který ulila dílna zvonaře Thomase z Württemberska. Tato zřejmě samostatně stojící zvonice byla nahrazena stávající zvonicí nad sakristií: v této pozici je poprvé uváděna v roce 1827. Před rokem 1989 bylo plánováno zboření kostela, protože v místech vesnice měla vzniknout důlní výsypka.

## Stavební podoba

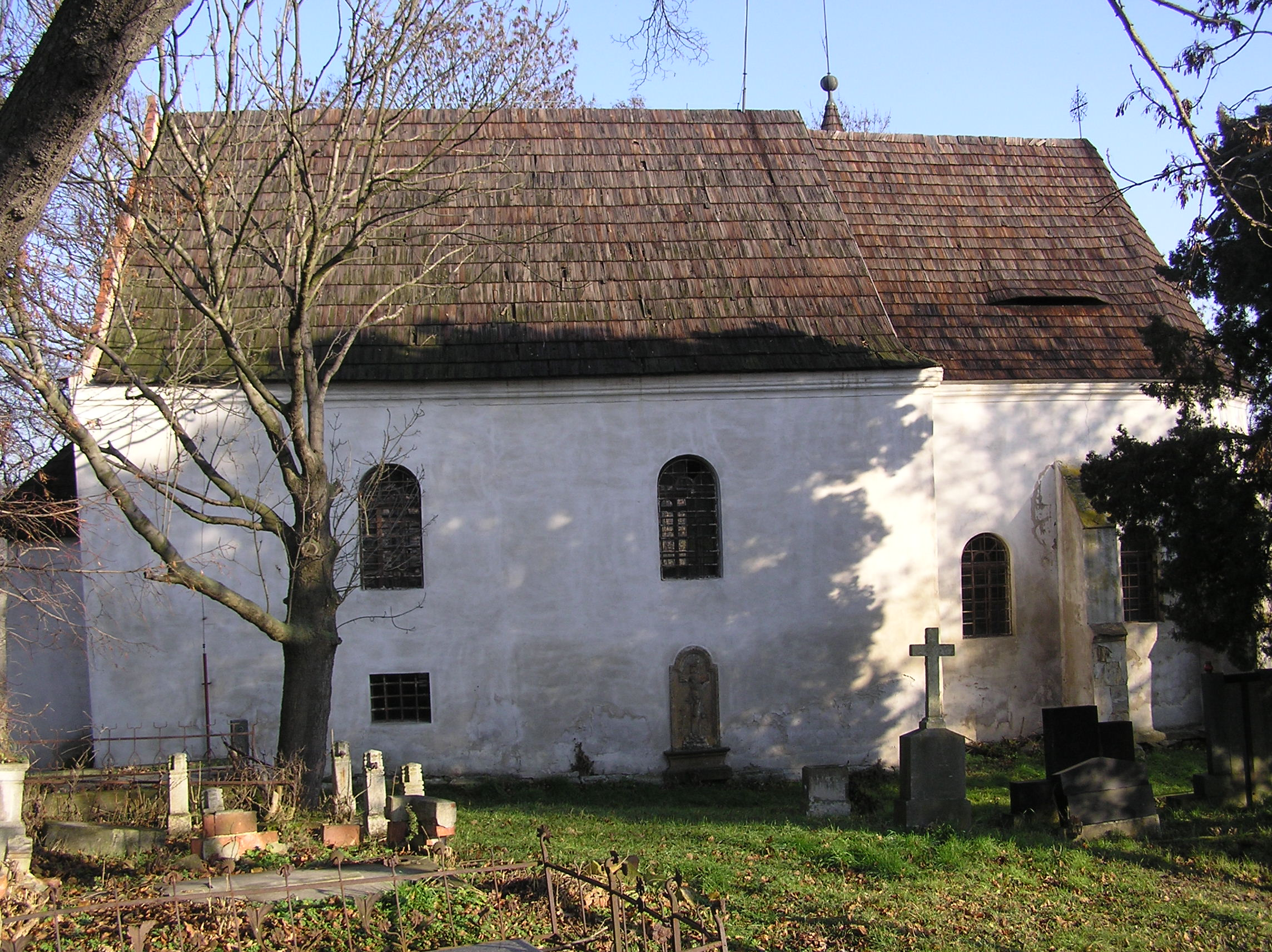
Jižní fasáda kostela

Obdélný jednolodní kostel je na jihovýchodní straně zakončen obdélným a v závěru trojbokým presbytářem podepřeným opěráky. K jeho severní straně je připojena valeně zaklenutá sakristie, jejíž patro tvoří dřevěná zvonice se sanktusníkem. Vstup se nachází na západní straně v malé předsíni. Presbytář je zaklenutý křížovou klenbou a od plochostropé lodi ho odděluje vítězný oblouk, nad kterým je umístěna kalvárie. Svorníky klenby v presbytáři jsou zdobené štítem s vyobrazením kola s deseti loukotěmi, erbem rodu Vlčků z Minic.

## Zařízení
Kromě gotické oltářní mensy, kazatelny a dřevěné kruchty v kostele žádné zařízení nezůstalo. Na kruchtě se nachází torzo varhan, pocházejících z roku 1749. V průběhu 19. století byly několikrát opraveny. Po roce 1948 a roku 2000 byl kostel vykraden a varhany zdevastovány. V kostele jsou umístěny tři náhrobníky. Pod nejstarším z roku 1560 je pohřbený Mikuláš z Velemyšlevsi. Druhý s německým textem patří Arnoštu Bernardovi ze Schönau († 1585) a jeho manželce Ludmile Údrčské z Údrče. Poslední z roku 1596 přináleží Adamovi z Velemyšlevsi a jeho manželce Anně rozené Wolframové. Do vnější zdi je vestavěn náhrobník s reliéfem Ukřižovaného z roku 1802.

## Okolí kostela
Nedaleko od kostela stojí u silnice k Truzenicím památkově chráněný barokní kříž se sochou Panny Marie z roku 1742.